# Johann Friedrich Reil
Johann Friedrich Julian Reil (ur. 20 kwietnia 1792 w Halle (Saale), zm. 31 sierpnia 1858 w Choruli), niemiecki urzędnik administracji hutniczej, zarządca hut śląskich.
Był synem znanego lekarza i profesora uniwersytetu w Halle (Saale) Johanna Christiana Reila. W 1807 za zgodą ojca wstąpił jako ochotnik do wojska, brał udział w walkach z Francuzami i dosłużył się rangi młodszego porucznika. W latach 1811–1813 odbył studia w Akademii Górniczej we Freibergu, następnie ponownie służył wojskowo – w korpusie ochotników Ludwiga Adolfa von Lützowa. Dowodził kompanią strzelców, awansował na kapitana, był ciężko ranny; został odznaczony Krzyżem Żelaznym. Pod koniec służby przeszedł do pracy sztabowej, ciesząc się opinią "wyśmienitego oficera" (raport generała Ludwiga Yorck von Wartneburga).
Po odejściu z armii kontynuował studia. W 1816 rozpoczął pracę w Śląskim Urzędzie Górniczym we Wrocławiu, skąd na rok delegowany został jako referendarz do hut w Kluczborku i Gliwicach. Od 1817 w randze nadasesora górniczego był asystentem Karstena, wykładowcy hutnictwa na Uniwersytecie Wrocławskim, a po przejściu Karstena do Berlina w 1819 przejął jego obowiązki. We wrześniu 1819 otrzymał awans na radcę górniczego wraz ze stanowiskiem naczelnego nadzorcy hut górnośląskich. W 1822 został nadradcą górniczym, w 1846 tajnym radcą górniczym oraz zarządcą wszystkich hut śląskich. 
W pracy nadzorczej nad hutami śląskimi stawiał sobie za zadanie dorównanie produkcji stali przy gwałtownie wzrastającej produkcji surówki. Starał się o wstrzymanie gospodarki rabunkowej w lasach, propagując użycie węgla i jego pochodnych na potrzeby hutnictwa (produkcja surówki, świeżenie, fryszowanie i pudlingowanie stali). Po niepowodzeniach we wprowadzaniu części nowatorskich metod w zakładach w Małej Panwi i Rybniku udał się do Belgii, gdzie zapoznawał się z technologiami. Po dłuższym pobycie w Belgii z powodzeniem zastosował pudlingowanie w hucie w Paruszowicach.
Reil interesował się także stroną socjalną i edukacyjną życia zarówno urzędników, jak i robotników podległych mu hut. Zainicjował działanie kilku szkół przyzakładowych, a istniejące już szkoły usprawnił. Mimo krytycznych opinii forsował tworzenie połaci zieleni na terenie hut i dookoła zakładów przemysłowych.
W 1844 zakupił dobra ziemskie w Choruli niedaleko Krapkowic. Krótko przed śmiercią przeszedł w 1858 w stan spoczynku. Był odznaczony m.in. Orderem Czerwonego Orła klasy II, III i IV. Żoną Reila była Emilia z domu Buckling, córka urzędnika w randze nadradcy; syn poszedł w ślady ojca, pracował jako nadinspektor hutniczy w Kluczborku i uczestniczył we wspomnianej podróży do Belgii, gdzie jako robotnik zgłębiał tajniki pudlingowania. 
Johann Friedrich Reil zmarł 31 sierpnia 1858 w Choruli po chorobie związanej z niewydolnością wątroby, pochowany został na cmentarzu w Brzegu. Na jego cześć dzielnica przy hucie kluczborskiej nosiła nazwę Reilswerk, a koło Rożniątowa (powiat Strzelce Opolskie) istniał folwark Reilshof. Imię Reila nosiła jedna z ulic w Gliwicach, potem przemianowana na Związkową.